# Carolyn Graves
Carolyn Brand Graves –conocida como Carie Graves– (27 de junio de 1953-19 de diciembre de 2021) fue una deportista estadounidense que compitió en remo.
Participó en dos Juegos Olímpicos de Verano en los años 1976 y 1984, obteniendo dos medallas, bronce en Montreal 1976 y oro en Los Ángeles 1984. Ganó tres medallas de plata en el Campeonato Mundial de Remo entre los años 1975 y 1983.

## Palmarés internacional
| Juegos Olímpicos   | Juegos Olímpicos             | Juegos Olímpicos  | Juegos Olímpicos |
| Año                | Lugar                        | Medalla           | Prueba           |
| ------------------ | ---------------------------- | ----------------- | ---------------- |
| 1976               | Montreal (Canadá)            | Medalla de bronce | Ocho con timonel |
| 1984               | Los Ángeles (Estados Unidos) | Medalla de oro    | Ocho con timonel |
| Campeonato Mundial |                              |                   |                  |
| Año                | Lugar                        | Medalla           | Prueba           |
| 1975               | Nottingham (Reino Unido)     | Medalla de plata  | Ocho con timonel |
| 1981               | Múnich (RFA)                 | Medalla de plata  | Ocho con timonel |
| 1983               | Duisburgo (RFA)              | Medalla de plata  | Ocho con timonel |